# Madeleine-Sibylle de Brandebourg-Bayreuth
Madeleine-Sibylle de Brandebourg-Bayreuth, née le 28 octobre 1612, décédée le 30 mars 1687. Princesse du Brandebourg-Bayreuth, elle devient princesse-électrice de Saxe par son mariage en 1638.

## Biographie
Fille du margrave Christian Ier de Brandebourg-Bayreuth et de Marie de Prusse.
Le 23 février 1638 elle épousa Jean-Georges II de Saxe.
Trois enfants sont issus de cette union :
- Sybille de Saxe (1642-1643)
- Erdmuthe de Saxe (1644-1670), en 1662 elle épousa le margrave Christian-Ernest de Brandebourg-Bayreuth, neveu de Madeleine-Sibylle et fils d'Erdmann-Auguste de Brandebourg-Bayreuth.
- Jean-Georges III de Saxe

Madeleine de Saxe est issue de la sixième branche de la Maison de Hohenzollern dont son père fut le premier membre.